# Ewa Zawadzka
Ewa Zawadzka (ur. 1950 w Kolumnie-Lesie) – artystka plastyczka, artysta fotograf, profesor sztuk plastycznych.

## Życiorys
Członkini rady programowej Międzynarodowego Triennale Grafiki w Krakowie, kurator Triennale Grafiki Polskiej oraz polskim kurator na biennale grafiki w Ljublanie i Miscolcu.
Członkini: Rady Programowej Ars Cameralis, Rady Programowej Sosnowieckiego Centrum Sztuki – Zamek Sielecki, Związku Polskich Artystów Plastyków, Stowarzyszenia Międzynarodowego Triennale Grafiki w Krakowie oraz Związku Polskich Artystów Fotografików.

## Nagrody
Ważniejsze nagrody:
- II nagroda w VI Ogólnopolskim Konkursie Grafiki, Łódź 1979;
- II nagroda i wyróżnienie w konkursie „Najlepsza grafika, najlepszy warsztat”, Katowice 1980;
- nagroda na wystawie rysunku jednobarwnego, Katowice 1978;
- nagroda firmy „Stabilo” na Triennale Młodych w Norymberdze (RFN) 1982;
- wyróżnienie na wystawie „Intergrafia 91”, Katowice 1991.
- Złoty Medal – Międzynarodowe Triennale Grafiki, Giza, Egipt 1993
- Nagrody Regulaminowe Międzynarodowe Triennale Grafiki w Krakowie 1986, 1994
- finalistka Obraz Roku Warszawa 2004.